# Cerchio (giocoleria)

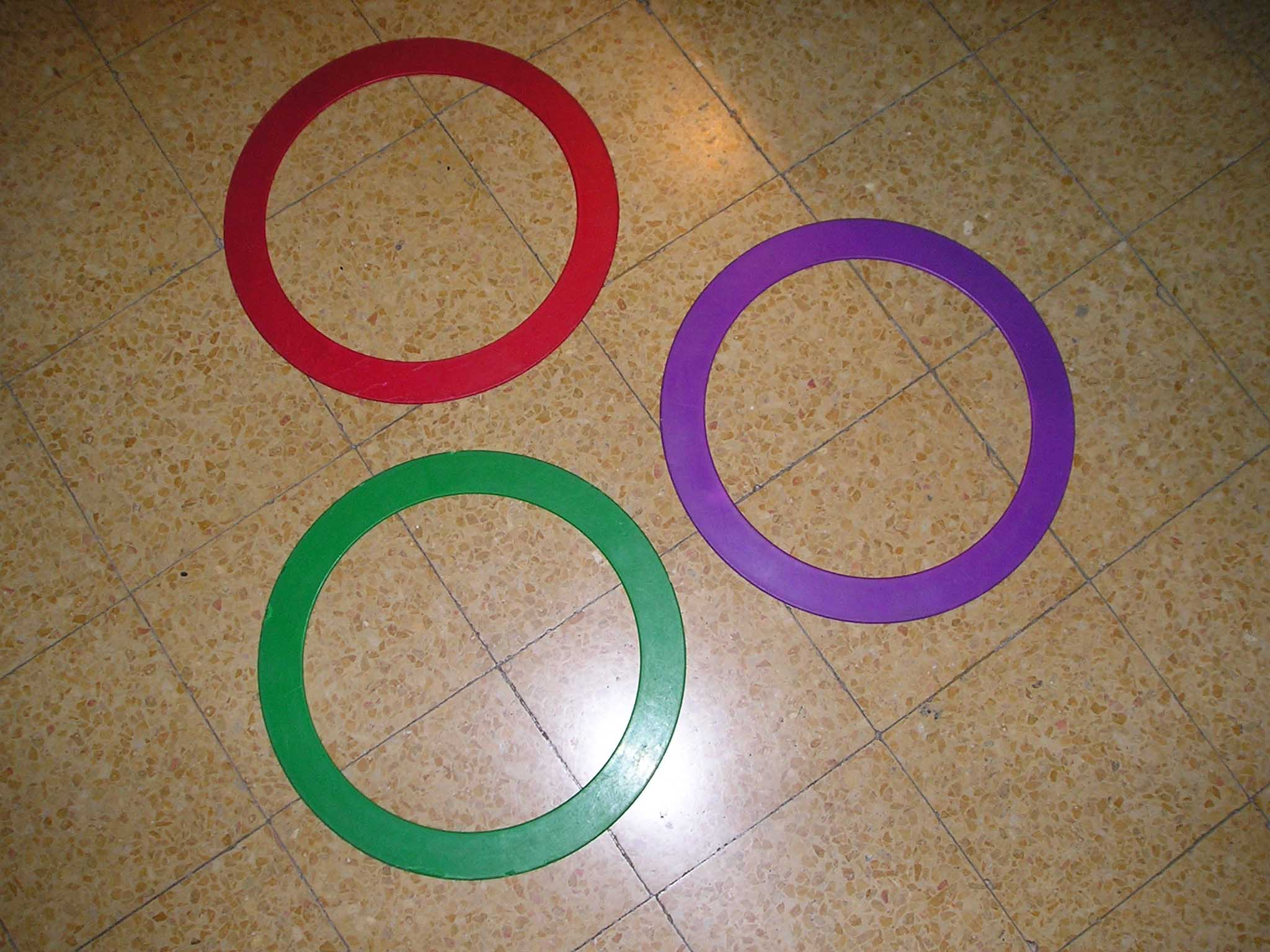
Cerchi da giocoleria

I cerchi sono un attrezzo della giocoleria. Hanno le dimensioni di un grande piatto e hanno un buco in mezzo per essere impugnati: il raggio del buco è di circa 5cm minore di quello del cerchio stesso. Si usano come le palline ma il gioco è più complesso per tre motivi: per prima cosa, sono più grandi ed è quindi più probabile la collisione tra un cerchio e l'altro; in secondo luogo, per essere mantenuti in asse devono essere fatti ruotare e terzo, sono in genere costruiti in plastica rigida e quindi possono fare male in caso cadano sul giocoliere. Se utilizzati all'aperto, inoltre, sono molto influenzati dal vento a causa della loro maggiore superficie rispetto alle palline. Per questa ragione ne esiste una variante outdoor dotata di fori lungo tutta la superficie.

## Record
Il record per il maggior numero di cerchi giocolati (dove ogni oggetto viene lanciato e afferrato almeno due volte) è di dieci cerchi per quarantasette prese, stabilito da Anthony Gatto nel 2006. Il record per il maggior numero di cerchi "flashed" (dove ogni oggetto viene lanciato e afferrato una sola volta nel modello originale a cascata) è di 13 cerchi, stabilito da Danil Lysenko nel 2024.